# リステシュ・クリスティアーン
リステシュ・クリスティアーン（ハンガリー語：Lisztes Krisztián、1976年7月2日 -）は、ハンガリーの元サッカー選手。現役時代のポジションはミッドフィールダー（攻撃的MF）。

## 経歴
リステシュはフェレンツヴァーロシュTCの下部組織でサッカーを学び、1993年にトップチームへ昇格を果たした。ハンガリー国内のスター選手であったデーターリ・ラヨシュの後継者としてレギュラーに定着すると、1995年のUEFAチャンピオンズリーグ本大会進出に貢献した。この記録は大会がチャンピオンズリーグと改組されて以来、予選を突破した最初のハンガリーのクラブとなった。クラブはグループリーグで敗退したが、スイスのグラスホッパー・チューリッヒ戦で3-0で勝利を収めるなど勝ち点5を挙げた。
国際舞台における活躍は幾つかのビッグクラブの関心を集め、1996年にドイツ・ブンデスリーガのVfBシュトゥットガルトへ移籍した。シュトゥットガルトでは、1997年のDFBポカール優勝や翌1998年のUEFAカップウィナーズカップ準優勝を経験したが、同じポジションにはブルガリアのクラシミール・バラコフがレギュラーを務めており、リステシュは控えに回ることが多かった。
2001年からは同じドイツのヴェルダー・ブレーメンへ移籍するとレギュラーに定着し、2004年にはリーグとカップの二冠に貢献した。しかし、同年に怪我を負うと、この影響もあって体調を完全に取り戻すことが難しくなり、2005年にボルシア・メンヒェングラットバッハへ移籍した。ボルシアMGでは怪我の影響によりリーグ戦5試合に出場するに留まった。
2008年2月に古巣のフェレンツヴァーロシュTCへ復帰をしたが、その2、3ヶ月後にラーコシュパロタイEACへ移籍。同年8月3日にハンガリーリーグで12年ぶりとなる得点を決めた。2009年6月にパクシSEと契約。2011年にフェレンツヴァーロシュTCへ3度目の復帰を果たした。
ハンガリー代表としては、1994年に代表デビューを飾り、2004年に退くまで国際Aマッチ49試合に出場し9得点を記録した。またハンガリー五輪代表として1996年のアトランタオリンピックにも出場した。

## タイトル
- ハンガリー年間最優秀選手賞 : 1回 (2002)